# أزغار
أزغار قرية مغربية بإقليم سيدي سليمان الساحلي، شمالي الرباط. تضم بلدة أزغار 9.972 نسمة (إحصاء 2004).